# Gérard Leman
O Tenente-General e Conde Gérar Mathieu Leman (Liège, 8 de janeiro de 1851 — Liège 17 de outubro de 1920) foi um militar e general belga. Foi o responsável pela educação militar do rei Alberto I da Bélgica. Durante a Primeira Guerra Mundial, era o comandante das fortalezas que cercam a cidade belga de Liège. As forças alemãs tiveram que usar artilharia pesada para romper as defesas e capturar Leman como um prisioneiro de guerra na batalha de Liège, na qual os belgas, liderados por Leman, saíram derrotados pela Alemanha no início da Primeira Guerra Mundial. Ele foi libertado no final da guerra e morreu como um herói, em 1920.

## Pré-Guerra
Leman era o filho de um capitão de artilharia que era professor na École Militaire. Ele entrou na École Militaire em Bruxelas, e quando a deixou em 1869 tinha adquirido uma reputação brilhante. Durante a guerra franco-alemã, ele atuou em um corpo de observação belga. Em 1882, tornou-se membro do corpo docente da École Militaire, e ambos, em seguida, e depois, como chefe da escola, exerceu influência considerável sobre assuntos militares, tornando-se famoso como matemático. Durante este período, ele foi o responsável pela educação militar do Rei Alberto I da Bélgica e do general filipina Antonio Luna.

## Condecorações
- Grã-Cruz da Ordem de Leopoldo
- Grande Oficial da Ordem da Coroa
- Grã-Cruz da Ordem Nacional da Legião de Honra
- Enobrecida Conde (1919)